# アジャイ
アジャイ・タイジ（モンゴル語: Ажай тайж、Ajai、中国語: 阿寨台吉または阿斎台吉、1399年? - 1438年以降?）は、北元時代におけるモンゴルの皇族。エルベク・ハーンの息子のハルグチュク・ドゥーレン・テムル・ホンタイジの子で、ダヤン・ハーンの祖先の一人である。

## 出自
モンゴル年代記によると、ハルグチュクはオルジェイト妃子という「雪のように肌が白く、血のように頬の赤い」美貌の妻を持つことで知られていた。ある時チョロースのゴーハイ太尉の進言によってオルジェイト妃子の存在を知ったエルベク・ハーンはゴーハイ太尉を派遣し、オルジェイト妃子を自らの妻（ハトゥン）にしようとした。しかしオルジェイト妃子は、著者不明の『黄金史綱』によれば、「天地を併せることができましょうか/上帝は嫁を横取りし得ましょうか/貴方の子のドゥーレン・テムル・ホンタイジは死んだのでしょうか/ハーンは黒き狗になられたのでしょうか」と語ってエルベク・ハーンの要求を拒絶した。
これを聞いたエルベク・ハーンは怒り、ハルグチュクを待ち伏せして殺し、力尽くで既に妊娠していたオルジェイト妃子を自らの妻にしてしまった。オルジェイト妃子はこのことを恨みに思い、計略によってエルベク・ハーンにゴーハイ太尉を殺害させ、更にエルベク・ハーンはケレヌートのオゲチ・ハシハに殺されてしまった。オルジェイト妃子は今度はオゲチ・ハシハに娶られ、そこでハルグチュクの長男としてアジャイ・タイジが生まれたとされる（オルジェイト妃子の妊娠とアジャイ・タイジの出産は『黄金史綱』に記載がなく、後世の創作ではないかとする説もある。アジャイ・タイジはアダイ・ハーンと同一人物ではないかとの指摘もあるが、これは誤りとする説が主流である）。また、オゲチ・ハシハはアジャイ・タイジを養子にしたという。
養父にあたるというオゲチ・ハシハが1402年に亡くなった後、オイラダイ・ハーンの時代、オルジェイト妃子とアスト部のアルクタイ太師の2人と共にオイラダイ・ハーンの家で召し使われていた。1425年にオイラダイ・ハーンが死去するとサムル公主（アジャイ・タイジの父のハルグチュクの姉妹）の助けよって、オルジェイト妃子と共に東モンゴルに帰国した。帰国後、オルジェイト妃子はアダイ・ハーンと再々婚したという。

## 家族と子孫
アジャイ・タイジには長男のトクトア・ブハ、次男のアクバルジ、三男のマンドゥールンという3人の息子がいた。
長男がタイスン・ハーンに、タイスン・ハーンの次男がマルコルギス・ハーンに、タイスン・ハーンの長男がモーラン・ハーンになったが、モーラン・ハーンの代でタイスン・ハーンの直系は絶えている。
三男にして末子がマンドゥールン・ハーンになり、4年間ハーン位にあったが、娘2人がいたが、男子はいない。
次男のアクバルジ・ジノンの曾孫が政治的混乱を収拾して16世紀初めにモンゴル再統一を達成し、モンゴル中興の祖と称されるダヤン・ハーンになった（（1）アクバルジ・ジノン、（2）ハルグチュク・タイジ、（3）ボルフ・ジノン、（4）ダヤン・ハーンという系図）。つまり、ダヤン・ハーンはハルグチュクの来孫で、アジャイ・タイジの玄孫にあたる。
また、ダヤン・ハーン以後、ハーン位は1635年の北元滅亡までダヤン・ハーン直系の子孫が継承していった為、タイスン・ハーンの以後のハーンはハーン位を簒奪したエセン・ハーンを除いて、ハルグチュクの血筋である（但し、エセン・ハーンの父方の祖母サムル公主はハルグチュクの姉妹である為、エセン・ハーンはハルグチュクの大甥（姉妹の孫）にあたり、女系で北元皇族と血縁関係にある）。